# Emma Bull
Pour les articles homonymes, voir Bull.
Œuvres principales
- Bone Dance

Emma Bull, née le 13 décembre 1954 à Torrance en Californie, est une auteur américaine de science-fiction et fantasy. Elle a chanté dans un groupe de rock et dans un duo de folk.

## Œuvres

### Romans
- (en) War for the Oaks, 1987Prix Locus du meilleur premier roman 1988 et nommé au prix Mythopoeic 1988
- (en) Falcon, 1989
- (en) Bone Dance, 1991Nommé aux prix Hugo du meilleur roman 1992, prix Nebula du meilleur roman 1991, prix World Fantasy du meilleur roman 1992 et prix Philip-K.-Dick 1991
- (en) Finder, 1994
- (en) The Princess and the Lord of Night, 1994
- (en) Freedom and Necessity, 1997Écrit avec Steven Brust.
- (en) Territory, 2007

### Nouvelles
- (en) Rending Dark, 1984In Sword and Sorceress, édité par Marion Zimmer Bradley
- (en) Badu's Luck, 1985In Liavek
- (en) The Well-Made Plan, 1986In Liavek: The Players of Luck
- (en) Danceland Blood, 1986Écrit avec Will Shetterly. Sous le nom de Danceland in Bordertown édité par Terri Windling
- L'Oiseau siffleur ((en) A Bird That Whistles, 1989)In Hidden Turnings, édité par Diana Wynne Jones
- L'Or ou l'argent ((en) Silver or Gold, 1992)In After the King:  Stories in Honor of J.R.R. Tolkien, édité par Martin H. Greenberg - Nommé au prix Nebula du meilleur roman court en 1993
- Le Récit de la demi-sœur(en) The Stepsister’s Story, 1995In The Armless Maiden, édité Terri Windling
- (en) Joshua Tree, 2002In The Green Man:  Tales from the Mythic Forest, édité par Ellen Datlow et Terri Windling
- (en) The Black Fox, 2003In Firebirds, édité par Sharyn November
- (en) De La Tierra, 2004In The Faery Reel, édité par Ellen Datlow et Terri Windling
- (en) What Used to Be Good Still Is, 2006In Firebirds Rising, édité par Sharyn November